# کراتین صغیر
کراتین صغیر (به عربی: کراتین صغیر) یک روستا در سوریه است که در ناحیه سنجار واقع شده‌است. کراتین صغیر ۷۱۴ نفر جمعیت دارد.